# Grand hiver de 1709

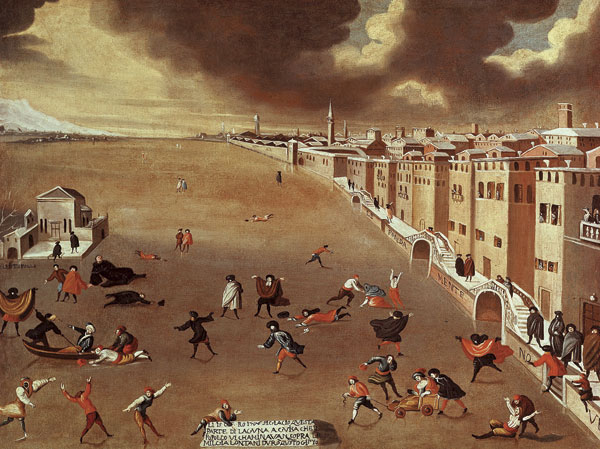
Le Lagon gelé en 1709, par Gabriele Bella, une partie de la lagune gela en 1709 à Venise.

L'hiver de 1709, appelé grand hiver de 1709, est un épisode de froid intense en Europe qui marqua durablement les esprits car il provoqua une crise de subsistance qui entraîna une famine. Cet épisode commença brutalement le jour de l'Épiphanie 1709, par une soudaine vague de froid qui frappa l'Europe entière.
En France cet hiver fut particulièrement cruel. À Paris, les températures furent très basses (Paris n'en connaîtrait de plus basses que bien plus tard notamment en décembre 1879). Les régions du Sud et de l'Ouest de la France furent sévèrement touchées avec la destruction quasi complète des oliveraies et de très gros dégâts dans les vergers. De plus, l'événement prit la forme de vagues de froid successives entrecoupées de redoux significatifs. Ainsi, en février, un redoux de deux semaines fut suivi d'un froid assez vif qui détruisit les blés et provoqua une crise frumentaire.
Certaines chroniques sont sujettes à caution, car il est parfois affirmé que le gel fut continu pendant plus d'un mois, ce qui est inexact car survinrent aussi des dégels prononcés et des pluies importantes. Les observations précises de Louis Morin de Saint-Victor confirment que le froid ne fut pas continu. Globalement, l'année entière 1709 fut fraîche, certains auteurs allant jusqu'à affirmer qu'il gela tous les mois de l'année.
Certains hivers postérieurs furent encore plus rigoureux mais ne marquèrent pas autant les esprits car les conditions historiques étaient différentes.

## Conditions météorologiques

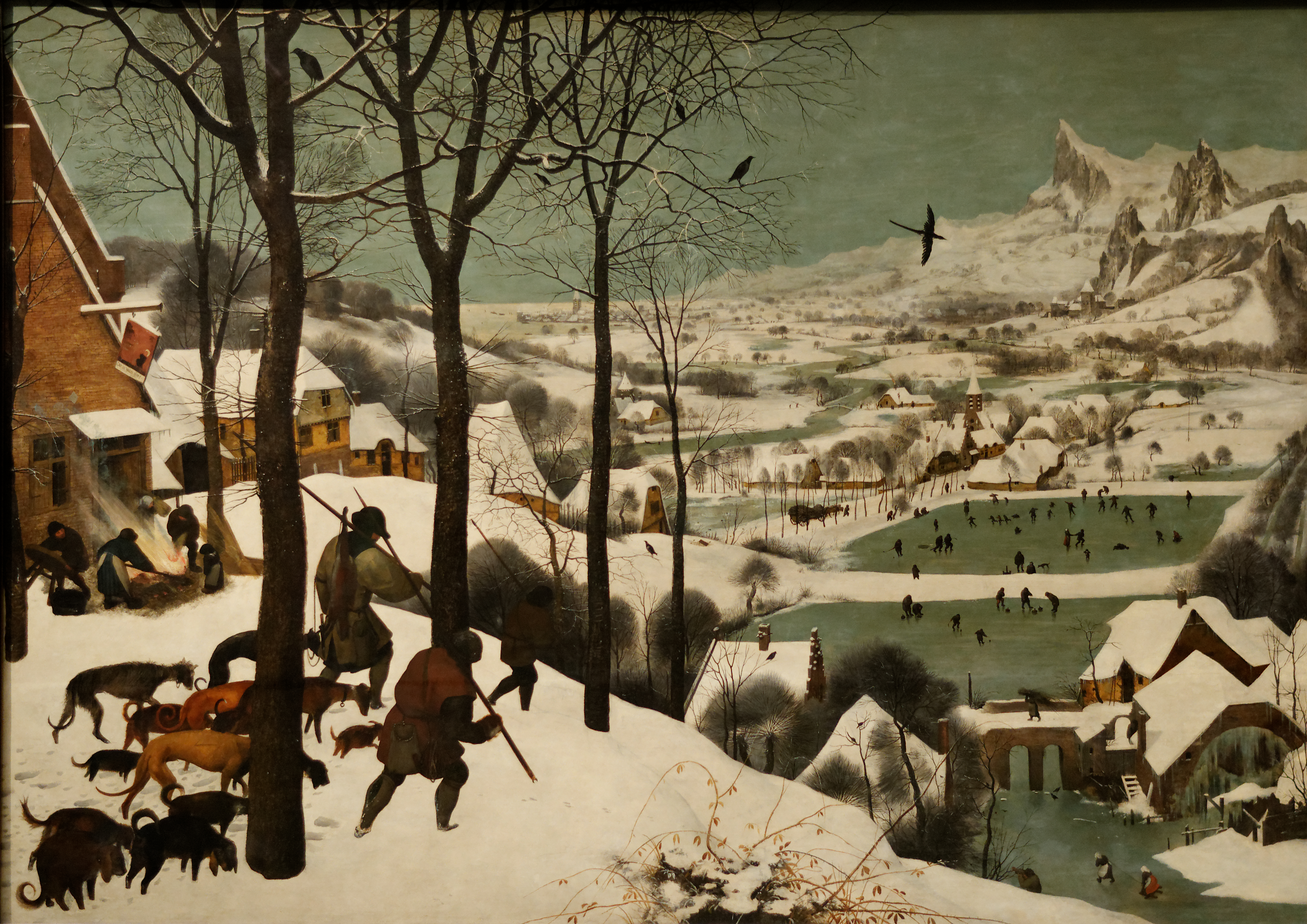
Le tableau de Pieter Brueghel l'Ancien intitulé Chasseurs dans la neige (1565) représente une vague de froid intense où toute la nature est gelée.

### Conditions générales en Europe
L'hiver 1708-1709 en France fut extrêmement irrégulier. Des périodes de froid intense et de douceur se succédèrent,. Décembre 1708 fut doux et pluvieux. En janvier 1709, il y eut une période de froid intense du 6 au 22 janvier, qui fut suivie d'un redoux brutal. Début février, la température retomba brièvement, suivie d'un nouveau redoux, puis la température rechuta brutalement à la fin du mois.
Les conditions météorologiques en Europe de l'Ouest furent tout aussi inhabituelles car plusieurs tempêtes de vents d'ouest et de vent du sud se produisirent ; nonobstant la présence de temps à autre d'un temps glacial. Normalement, les tempêtes apportent un temps doux, d'où l'étrangeté du phénomène. Des éruptions volcaniques en 1707 et 1708 (le mont Fuji et le Vésuve), qui produisirent un voile de cendres dans la stratosphère, pourraient expliquer cet hiver rigoureux (hiver volcanique) en 1709. Globalement, les températures moyennes en Europe furent inférieures de 7 °C aux moyennes du XXe siècle.

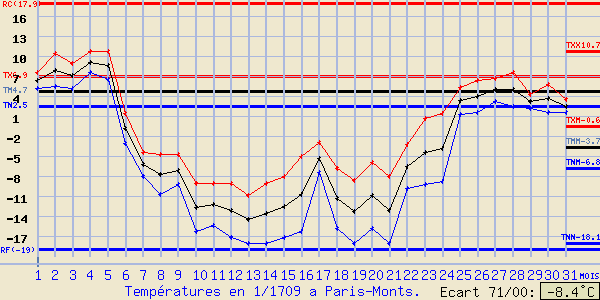
Relevés de Louis Morin à Paris en 1709.

### Conditions météorologiques dans le Sud de la France

#### Grande douceur suivie d'un froid vif
Dans la période précédant le grand froid de janvier 1709, les conditions avaient été extrêmement clémentes avec de très nombreuses pluies,. Dans le Sud de la France, la végétation avait commencé à redémarrer et la sève à monter. Vérifiant le dicton « Il vaut mieux voir un voleur dans son grenier qu'un laboureur en chemise en janvier », les températures très douces de début janvier suivies d'une grosse vague de froid eurent des conséquences désastreuses pour les cultures.
Il semblerait qu'un front froid de retour ait  balayé le royaume de France, se manifestant par la présence de stratocumulus accompagnés de faibles chutes de neige et les températures chutèrent de manière rapide le jour de l'Épiphanie (en moins de 24 heures). Un tel phénomène est souvent suivi par un blocage d'air froid.
Ainsi, nonobstant la douceur précédente, le Rhône commença à geler la nuit suivante aux environs d'Avignon. À Marseille, le 8 janvier, la température chuta de plus de 19 degrés Celsius, passant de +8,5 °C à −11,2 °C. Le Vieux-Port fut pris par les glaces,.
Le 11 janvier, il fit −16,1 °C à Montpellier et −17,5 °C à Marseille, minimum remarquable maintenu jusqu'au 14 janvier à Marseille. François Arago note que le pic de froid eut lieu deux jours plus tôt à Montpellier qu'à Paris et que tous les fleuves du Midi furent gelés, alors que la Seine ne gela jamais complètement.
Il est mentionné que la plupart des oliviers dans la région de Grasse gelèrent complètement, et durent être coupés au pied. Les oliviers, réputés être des arbres solides, recommencèrent à pousser à partir du pied en donnant des rejetons. Lorsque la repousse fut suffisamment avancée, il fallut élaguer les rejetons et attendre que les arbres produisissent à nouveau des olives. Les orangers de la région de Grasse subirent également le gel. En limite de la zone de culture de l'olivier à Mas-Cabardès dans la montagne Noire, tous les oliviers furent détruits et durent être remplacés.

#### Comptes rendus des contemporains
Le jour de l'Épiphanie 1709 fut marqué par une chute très brutale de la température dans le Sud de la France. Le matin était ensoleillé et agréable puis subitement dans l'après midi le temps se couvrit et un froid mordant prit place. Ainsi Pierre Billion à Avignon note : 

« Le dimanche 6e janvier 1709, le temps parut beau et beau soleil jusques environ les trois heures après midy qu'il se couvrit par une bize froide qui augmenta si fort que dans la nuit, touts les bords du Rhosne et de la Sorgues qui traverse notre ville, furent glacés ; lequel froid violent et sec le fut tellement que le dit Rhosne et Sorgues furent glacés jusques au jeudy 17e dudit mois... »

Le livre de raison de la famille Paris d'Arles affirme que : 

« Le sixième janvier 1709, ce jour-là estoit fort beau, et dans la nuit, fit une sy grande froid que le Rosne fut pris avant qu'il feut le lendemain à midy et augmenta si fort d'un jour à autre pendant quinse jours, que homme vivant n'avoit pas veu un hiver si rude. On passoit sur la glace du Rosne avec des calèches et charrettes, et nous cousta bien cher car tous les bleds, tant de nostre terroir que des autres pays, feurent tous morts aussy bien que les olliviers, orangers, figuiers et les ortolailles
des jardins. On escrivoit de par tout que ce froid avoit été généralle". »

Le 9 décembre lors de la vague de froid de décembre 1879, Le Petit Marseillais rappelle les affres de l'hiver 1709. Il écrit, : 

« Le Constitutionnel rappelle les rigueurs exceptionnelles de l'hiver 1709. C'est tout ce qu'il y a de plus en situation [...]. L'hiver avait été tiède comme le printemps : les arbres étaient en sève, la plupart portaient des bourgeons et quelques-uns même des fleurs, lorsque la veille de la fête des Rois, 5 janvier, la neige tomba en abondance. Le froid eut une durée de 15 jours ; [...] »

De même, le père Giraud à Marseille relève que : 

« Le 7e jour du mois de janvier 1709, il neigea un peu, le vent fondit d'abord la neige, mais le temps fut incontinent vif et si froid qu'il seroit difficile de pouvoir l'exprimer : je tenterai cependant de vous en donner quelque idée. [...] Le froid s'augmenta chaque jour de plus en plus. »

Ainsi, le Rhône gela dans la nuit du 6 au 7 janvier. À Mâcon, un phénomène similaire se produisit sur la Saône. Ainsi, Bénet écrivit que : 

« Mais, le jour des Rois de la présente année. sur les trois à quatre heures du soir, il s'y éleva une bise si forte, qui causa un froid si cuisant, que la terre, trempée par des pluies presque continuelles, fut gelée dans vingt-quatre heures de trois pieds de profondeur. Les blés, qui commençoient à peine à paroître, furent surpris de cette gelée sans être couverts de neige, qui ne tomba en petite quantité que trois ou quatre jours après. Tout céda à la violence de ce froid, qui dura dix-sept jours avec la même âpreté; la rivière fut glacée presque de toute sa profondeur; les chênes se fendirent du haut en bas; [...] »

### Conditions météorologiques en Aquitaine
L'hiver 1709 fut rigoureux. La vague de froid dura du 6 au 23 janvier suivie d'un redoux temporaire le 23 janvier. Il neigea abondamment les nuits du 8 au 9 janvier et du 9 au 10 janvier. Bordeaux aurait eu chaque matin des températures inférieures à −18,5 °C jusqu'au 22 janvier. Les minima absolus auraient été de −23,2 °C le 11 janvier et −22,8 °C le 20 janvier. Un redoux se produisit le 23 janvier où la température ne fut plus que −2 °C. Février fut relativement doux ; cependant, un bref retour du froid se produisit le 25 février avec un minimum de « seulement » −12,7 °C.
La Garonne fut complètement prise à Bordeaux et il était possible de la traverser à cheval. À Lectoure, l'eau gela à l'intérieur des maisons près des cheminées où des grands feux étaient allumés. Le vin gela aussi dans les barriques. Même l'urine (tiède) gelait immédiatement après miction. Des forêts entières furent dévastées, les chênes se fendirent dans toute la longueur, les châtaigneraies du Périgord furent dévastées ainsi que les vergers de pruniers dans l'Agenais,.
En Charente, l'hiver 1709 fut aussi remarquable. Il neigea abondamment sans interruption du 9 au 12 janvier. L'accès aux maisons était bloqué. Des congères ayant la hauteur des maisons s'étaient formées. Tout gela, y compris l'urine dans les pots de chambre,
le vin dans les barriques et même la vapeur dégagée par la respiration. On ne pouvait plus couper le pain gelé.

#### Comptes rendus d'époque
Léonard Blanchier qui était maître-chirurgien à Bouex décrivit les conditions météorologiques en janvier 1709. Il affirma : 

« Ce grand froit commansa le 6e de janvier autl. an 1709. La foire le landemain se tient à Marthon. On fut obligé de se retirer ce jour-là tant le froid estoit vif. Le 9e dud. mois la neige commansa à tomber et continua pandant 4 jours a plusieurs reprises quy la randit sy épaisse qu'on ne pouvoit sortir hors de chez soy. Elle étoit aussy haute en plusieurs endroits que les maisons. »

Il expliqua aussi que les arbres éclataient bruyamment et écrivit : 

« Sans cette neige il ne se seroit pas conservé d'aucune chose sur la terre, sa n'empescha pas que tous nos nouyers, chastaigners et presque tous autres arbres en sont morts par la grande gellée qu'il fesoit. On entendoit lesdits harbres se fandre par moitié quy faisoit du bruit comme un cout de mousquet. »

### Conditions météorologiques dans le Nord du royaume de France

#### Relevés à Paris[25]
Durant le mois de janvier 1709, la température moyenne à Paris fut de −3,7 °C, soit inférieure de 6,1 °C à la température moyenne du XIXe siècle qui était de 2,4 °C.
Des relevés de température journaliers furent effectués par Louis Morin de Saint-Victor qui fut académicien et par Philippe de La Hire à l'Observatoire de Paris. Les mesures brutes de température étaient discutables car les thermomètres étaient accrochés le long des façades. Ainsi, il fallut recalibrer les mesures effectuées à l'époque. Le gel dura du 6 au 24 janvier lorsqu'un front chaud atteignit la région et la température redevint positive le 25 janvier où il fit 7,5 °C. Le jour de l'Épiphanie, le froid s'installa et du 10 au 20 janvier, les minima étaient toujours inférieurs à −15 °C sauf le 17 janvier où le minimum ne fut que de −7,5 °C. Des pointes de froid inférieures à −18 °C eurent lieu les 13, 14 et 19 janvier. Le vent dominant était de sud-sud-est. Il neigea les 8, 11, 12, 14, 15, et 16 janvier, ce qui protégea les semences. Le 25 janvier, il se mit à pleuvoir et le redoux perdura jusqu'à début février. Un froid modéré se réinstalla entre le 4 et 8 février avec des minima de l'ordre de −5 °C. Un très net redoux reprit avec des maxima de l'ordre de 12,5 °C. Un froid assez vif se réinstalla entre le 21 février et le 3 mars avec des minima à −13,5 °C.
Cela eut pour conséquence d'endommager la végétation qui avait commencé à redémarrer.
D'après François Arago qui reprit les mesures de La Hire, la matinée du 4 janvier fut froide avec −7,5 °C, celle du 6 janvier connut un minimum de seulement −1,4 °C puis un net refroidissement se produisit le 7 janvier au matin avec −7,6 °C. Le 10 janvier, la température s'effondra à −18,0 °C puis les 13 et 14 janvier il fit respectivement −23,1 °C et −21,3 °C. Curieusement, la Seine ne gela jamais complètement.

#### Comptes rendus d'époque
Le curé d'Aubergenville indique sur le registre paroissial de la fin de l'année 1709 :
« L'hiver 1709 fut le plus froid dont on ait connaissance. La gelée ne prit que le 5 janvier, mais si violemment que ce jour là même la glace s'arrêta sur la Seine. Les bleds gelèrent totalement. L'orge qu'on sema à la place produisit en si grande abondance qu'on nomma cette année l'année de l'orge. On l'a appelée avec raison l'année du grand hiver. Jusqu'à la récolte, la disette fut extrême. Le marc d'argent fut taxé à 33lt55s. Le septier de bled mesure de Paris valait 44lt. Dans les mois de janvier et février où le désastre n'était point constaté le grain se vendait comme en 1708. Il monta à 60lt quand le désastre fut connu.... »,

#### Conditions en Normandie
Le curé de Feings écrivit dans le registre de sa paroisse : 

« Le lundi 7e janvier commença une gelée qui fut ce jour-là, la plus rude journée et la plus difficile à souffrir; elle dura jusqu'au 3 ou 4 février. Pendant ce temps-là, il vint de la neige d'environ demi-pied de haut : cette neige était fort fine; elle se fondoit difficilement. Quelques jours après qu'elle fut tombée, il fit un vent fort froid entre biſe et galerne (vent du nord ouest) qui la ramassa dans les lieux bas ; il découvrit les blés, qui gelèrent presque tous; peu de personnes connurent qu'ils étoient morts au premier dégel. »

La chute de neige a été limitée (15 centimètres) et il semblerait qu'elle eût été engendrée par des stratocumulus car elle était « fort fine ».

À Dieppe où les chutes de neige sont rares, il tomba dans la nuit du 2 au 3 février d'incroyables quantités de neige. Dans les rues, la neige atteignait près de 3 mètres de hauteur et en ouvrant les portes des maisons, on se retrouvait avec un mur de neige. Ainsi, il fut rapporté que :

« La nuit du 2 au 3 de Fèvrier, les rues de Dieppe s'en trouvèrent comblées juſqu'à la hauteur de neuf pieds. Les bourgeois à leur réveil, furent effrayés en ouvrant leurs maiſons, de s'y voir bloqués par une eſpèce de mur en neige. »

L'orage de neige fut confirmé par Legrelle
qui affirma que : 

« Pendant la nuit du 3 au 4 du même mois [février], la neige était tombée en si grande abondance, qu'elle atteignit la hauteur des fenêtres du premier étage. »

En outre, Legrelle affirma que : 

« A  [sic] Dieppe, le mardi gras 12 février, il fut possible, à la mer basse, de traverser le port sur l'eau douce congelée. »

L'auteur affirma que durant toute la période : « La température se maintint à quinze degrés Réaumur au-dessous de zéro. » Sachant qu'un degré Réaumur vaut {\displaystyle {5 \over 4}} degrés Celsius, la température s'est donc maintenue aux environs de −20 °C. Ceci correspondrait à des conditions nettement plus froides que celles décrites par Louis Morin.

### Conditions ailleurs en Europe

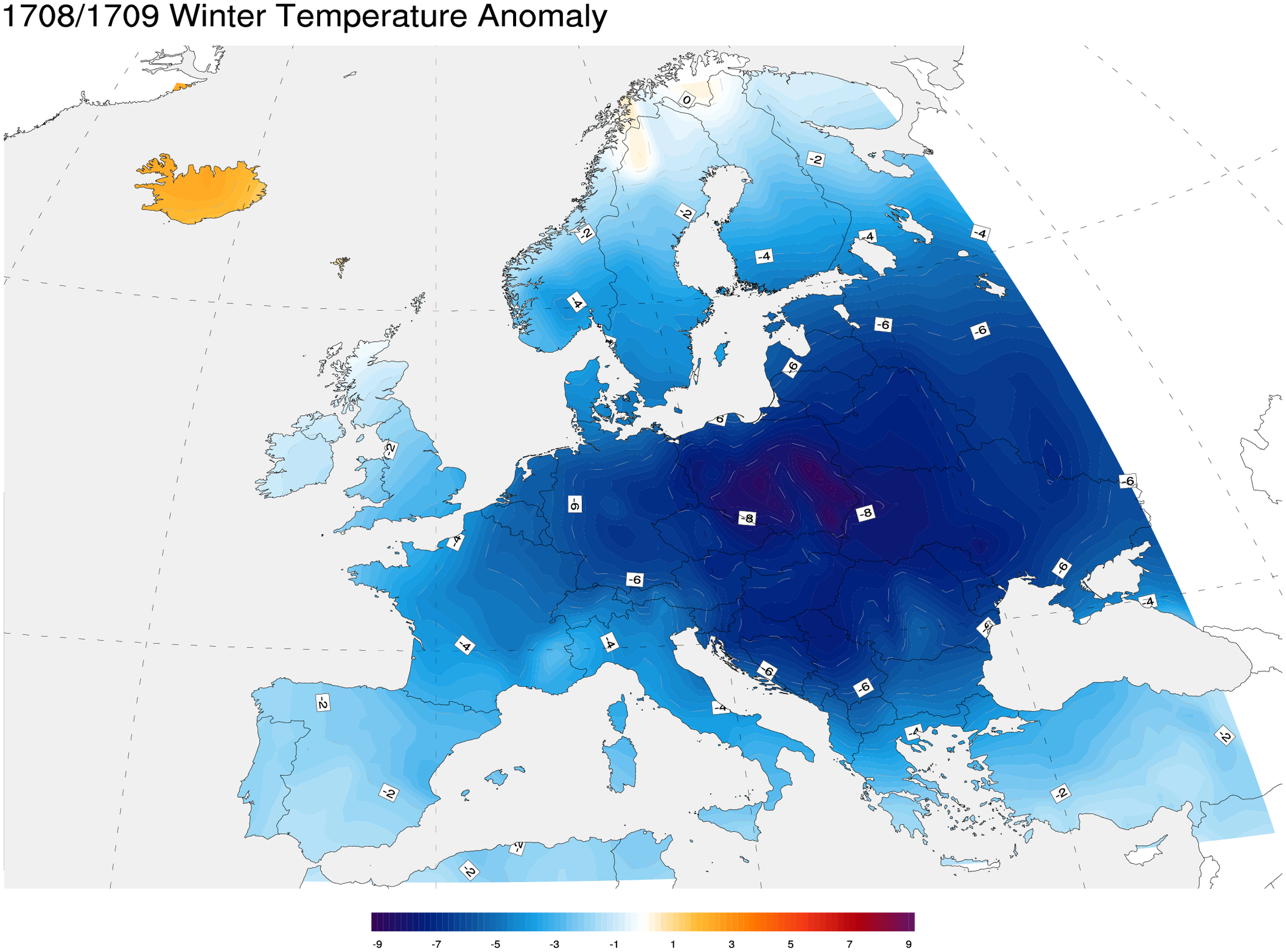
Déficit de température durant l'hiver 1708/1709.

Le Royaume-Uni fut frappé par de grosses chutes de neige qui restèrent au sol plusieurs semaines. Le plus grand froid observé à Londres fut −17,2 °C au collège de Gresham le 14 janvier. L'Irlande et l'Écosse furent quelque peu épargnées. La partie sud de la mer du Nord était impraticable et, dans sa limite nord-est, il était possible de traverser à pied entre le Danemark et la Suède.
À Berlin, François Arago rapporte indirectement que la température enregistrée la plus basse fut −16,6 °C les 9 et 10 janvier (d'après van Swinden). En fait, il semblerait que le thermomètre fût descendu jusqu'à −29,1 °C le 10 janvier. Le 8 mars, il fit encore −20,0 °C à Berlin.

## Été 1709
Certains sites affirment que durant tous les mois il y eut une gelée. Les relevés de Paris ne corroborent pas cette affirmation.
En effet, le minimum à Paris ce jour-là[pas clair] fut 14 °C ce qui indique une nuit assez chaude. Le maximum fut 23,7 °C ce qui indique une journée assez plaisante à Paris. Cependant, le minimum à Paris le 12 juillet 1709 fut 6,9 °C (parc de Montsouris) ce qui rend possible une température de 4 °C dans la campagne et il est alors fort plausible qu'il y eût une gelée blanche aux environs de Trèves sachant qu'en général le sol peut geler lorsque la température sous abri à 1,5 m du sol est inférieure à +3 °C.

## Comparaison avec d'autres hivers rigoureux
Le mois de décembre 1879 à Paris eut des minima inférieurs à ceux de 1709 sans pour autant avoir d'effets aussi dramatiques. En effet, la température moyenne de décembre 1879 fut de −7,4 °C, soit 3,4 °C inférieur à celle de janvier 1709. La température la plus basse mesurée au parc de Montsouris fut de −23,9 °C le 10 décembre 1879.
L'hiver 1956 fut aussi exceptionnel de par sa durée et son intensité. Il a de nombreuses similarités avec le mois de janvier 1709. Le mois de janvier 1956 fut très doux et la végétation redémarra. Le froid vif qui s'ensuivit fit de lourds dégâts ; à nouveau, les troncs des oliviers éclatèrent et durent être coupés au pied pour qu'ils pussent repousser.
L'hiver 1985 est atypique car les minima mesurés dans le Sud-Ouest battirent des records. Par exemple, il fit −21,7 °C à Aire-sur-l'Adour le 8 janvier surpassant les records de février 1956. Cependant, les dégâts sur les oliviers furent très limités. Cela est probablement dû au fait que le temps était sec et très frais avant les grosses gelées. En effet, un anticyclone s'était installé sur l'océan Atlantique du 1er au 5 janvier 1985 engendrant un vent de nord-ouest à nord (d'après la loi de Buys-Ballot) et produisait des perturbations faibles engendrant un peu de neige. Les arbres n'étaient donc pas gorgés d'humidité lorsque les froids vifs survinrent.

## Surmortalité et famine
Élisabeth-Charlotte de Bavière, duchesse d'Orléans, écrit dans ses Correspondances qu'entre le 8 janvier et le 2 février 1709, 24 000 personnes étaient mortes à Paris en raison de cette vague de froid.
Environ 600 000 personnes moururent en France à la suite de ces intempéries, que ce soit directement du froid, de la faim ou en raison des épidémies particulièrement meurtrières sur une population sous-alimentée.
La mortalité fut aggravée par la situation économique précaire engendrée par la guerre de Succession d'Espagne.